# Guanajuatita
La guanajuatita o frenzelita es un mineral de la clase de los minerales sulfuros, en la subclase de los seleniuros. Fue descubierta en 1873 por los químicos Vicente Fernández Rodríguez y Severo Navia en una mina de la sierra de Santa Rosa, cerca de Guanajuato (México), motivo por el que se le puso este nombre.

## Características químicas
Es un seleniuro, a veces mezclado con sulfuro, de bismuto. Es un dimorfo en ortorrómbico del mineral denominado paraguanajuatita que es de sistema cristalino trigonal con la misma fórmula química (Bi2Se3). Como impureza es muy frecuente la presencia de azufre.

## Formación y yacimientos
Se forma como secundario en yacimientos hidrotermales de temperatura entre baja y moderada.
Suele encontrarse asociado a otros minerales como: bismutita, bismuto nativo, clausthalita, nevskita, galena, pirita o calcita.
Los yacimientos más importantes de este mineral se encuentran en México, extrayéndose en la actualidad de las siguientes minas:
- Mina de Santa Catarina, en la sierra de Santa Rosa, municipio de Guanajuato, en el estado de Guanajuato.[2]
- Mina La Industria, junto a la anterior en la sierra de Santa Rosa.[3]
- Mina de Santa Bárbara, localidad de El Cobre, municipio de Tepezalá, en el estado de Aguascalientes[4]

## Usos
Se extrae en las minas como mena del metal de bismuto.